# Hemiscorpius flagelliraptor
Espèce
Hemiscorpius flagelliraptor est une espèce de scorpions de la famille des Hemiscorpiidae.

## Distribution
Cette espèce est endémique d'Oman. Elle se rencontre vers Wadi Mistal, Wadi Bani Awf, Jabal Bani Jabir et Moussandam.

## Description
Le mâle holotype mesure 89,0 mm et la femelle paratype 72,5 mm.

## Publication originale
- Lowe, 2010 : Two new Hemiscorpius Peters, 1861 (Scorpiones:Hemiscorpiidae) from northern Oman. Euscorpius, no 91, p. 1–24 (texte intégrale).